# Zambezia (film)
Zambezia è un film d'animazione del 2012 diretto da Wayne Thornley.

## Trama
Kai è un giovane falco pellegrino che vive da solo con suo padre Tendai. Un giorno scopre che esiste Zambezia, una città costruita in un albero cavo sul ciglio delle Cascate Vittoria, luogo famoso per essere il posto più sicuro che esista per gli uccelli. Così, contrariamente alla volontà del padre, Kai parte per Zambezia sperando di entrare a far parte del corpo dei Cicloni, il corpo di uccelli preposto alla difesa del luogo. Solo in seguito scopre il perché suo padre non gli ha mai parlato di questo posto.

## Distribuzione
Il film è stato proiettato in anteprima al Festival internazionale del film d'animazione di Annecy il 5 giugno 2012 ed è stato distribuito nei cinema sudafricani a partire dal successivo 3 luglio. In Italia è stato distribuito a partire dal 7 febbraio 2013.